# Чхарой
Чхарой (чечен. Чхьарой) — чеченский тайп, входит в Кешенхойскую фратрию (чечен. кешенхой), тукхумa овхой, родовое село тайпа Кешен-Аух. Проживают в Новолакском и Хасавюртовском районах Дагестана.

## История
В работе Нану Семёнова под названием «Сказки и легенды чеченцев» 1882 года упоминается тайп Чорой, по мнению Головлёва это ауховские Чхарой.
Родовое село тайпа Кешен-Аух находится на границе с Чечнёй рядом с Гиляны и Зандак.
Во время депортации чеченцев в 1944 году представители тайпа Чхарой (чеч. Чхьарой) также были высланы в Центральную Азию, а после постепенного возвращения на родину расселились — часть в родовом селе Кешен-Аух, часть — в городе Хасавюрт и в Хасавюртовском районе.

## Этимология
По мнению чеченского историка, кандидата исторических наук Сайпуди Натаева, название тайпа можно перевести как «камнедобытчики», «камнетесы».